# Yasutoki Hōjō
Yasutoki Hōjō (jap. 北条泰時 Hōjō Yasutoki; ur. 1183, zm. 14 lipca 1242) – trzeci z dziewięciu regentów (shikkenów), którzy sprawowali faktyczną władzę w Japonii w okresie Kamakura. Zreformował administrację i umocnił hegemonię rodu Hōjō.

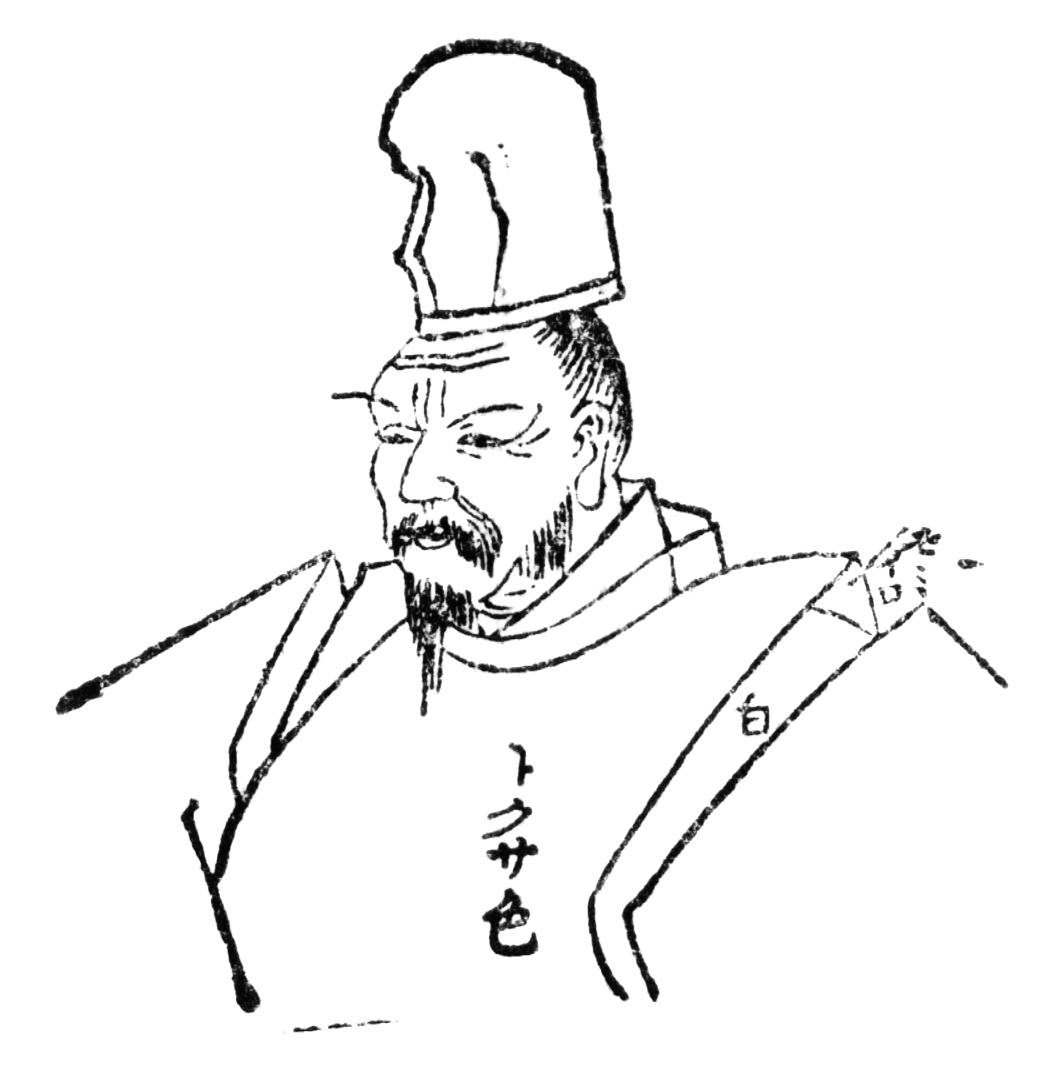
Yasutoki Hōjō

Yasutoki był synem Yoshitoki Hōjō. Kiedy w 1221 doszło do konfliktu Yoshitoki z cesarzem Go-Toba, Yasutoki objął dowództwo nad siłami sioguna i zajął cesarską rezydencję w Kioto. Po śmierci ojca w 1224 r., objął godność regenta. Natychmiast po objęciu władzy przystąpił do usprawnienia systemu administracyjnego Japonii. W 1225 r. utworzył Radę Naczelną, w której skład weszli najwyżsi urzędnicy. W 1226 r. stłumił bunt mnichów-wojowników, którzy chcieli przejąć rządy w państwie. W 1232 r. ogłosił kodeks Jōei, który normował zasady ustroju społecznego i sądowniczego państwa oraz określał obowiązki urzędników.